# Live at Reading
Pour les articles homonymes, voir Live Reading.
Albums de Nirvana
Sliver: The Best of the Box
(2005) Icon
(2010)
Vidéos par Nirvana
MTV Unplugged in New York
(2007) Live at the Paramount
(2011)
Live at Reading est un album et un DVD live du groupe Nirvana enregistré le 30 août 1992 devant 60 000 spectateurs lors de la prestation du groupe en tant que tête d'affiche au festival de Reading en Angleterre,.

## Réception
Selon Metacritic, Live at Reading détient un score de 93 sur 100, ce qui indique une « reconnaissance internationale », et occupe le septième rang sur la liste du site d'albums les plus importants. Krist Novoselic précise que c'est un excellent moyen de revenir sur ses souvenirs Nirvana.

## Morceaux
Les morceaux sont de  Kurt Cobain sauf si précisé.
1. Breed - 2:57
2. Drain You - 3:54
3. Aneurysm - 4:34 (Cobain, Dave Grohl, Krist Novoselic)
4. School - 3:12
5. Sliver - 2:13
6. In Bloom - 4:33
7. Come as You Are - 3:34
8. Lithium - 4:23
9. About a Girl - 3:09
10. Tourette's - 1:51
11. Polly - 2:48
12. Lounge Act - 3:04
13. Smells Like Teen Spirit - 4:44 (Cobain, Grohl, Novoselic)
14. On a Plain - 3:00
15. Negative Creep - 2:54
16. Been a Son - 3:23
17. All Apologies - 3:25
18. Blew - 5:23

Rappel:
1. Dumb - 2:34
2. Stay Away - 3:41
3. Spank Thru - 3:05
4. Love Buzz - 4:56 (Robbie van Leeuwen) (reprise de Shocking Blue uniquement sur la version vidéo)
5. The Money Will Roll Right In - 2:13 (Tom Flynn, Chris Wilson) (reprise de Fang)
6. D-7 - 3:43 (Greg Sage) (reprise de Wipers )
7. Territorial Pissings - 4:30 (Cobain, Chet Powers)